# Государство Сасанидов
Государство (империя) Сасанидов (Сасанидский Иран) — государство, существовавшее на территории современных Ирака и Ирана (а также некоторых сопредельных территориях) с 224 года по 651 год. Возникло в результате падения власти парфянской династии Аршакидов и прихода к власти персидской династии Сасанидов. Государственная религия — зороастризм.
В русскоязычной литературе это государство иногда обозначалось как Новоперсидское царство и Вторая Персидская империя. Самоназвание государства — Эраншахр (пехл. 𐭠𐭩𐭥𐭠𐭭𐭱𐭲𐭥𐭩 / Ērānšahr; парф. Aryānšahr) — может быть переведено как «царство иранцев».

## История
Династия Сасанидов была основана Ардаширом I Папаканом после победы над парфянским царём Артабаном V (перс. اردوان‎ Ardavan) из династии Аршакидов. Последним сасанидским шахиншахом (царём царей) был Йездегерд III (632—651), потерпевший поражение в 14-летней борьбе с Арабским халифатом.

В конце III— начале IV веков от империи отпал ряд областей на Востоке, однако во время правления Шапура II (правил в 309—379 годах) власть в ранее утраченных областях была восстановлена. По договору 387 года к Сасанидам отошли районы Месопотамии и большая часть Армянского царства. 

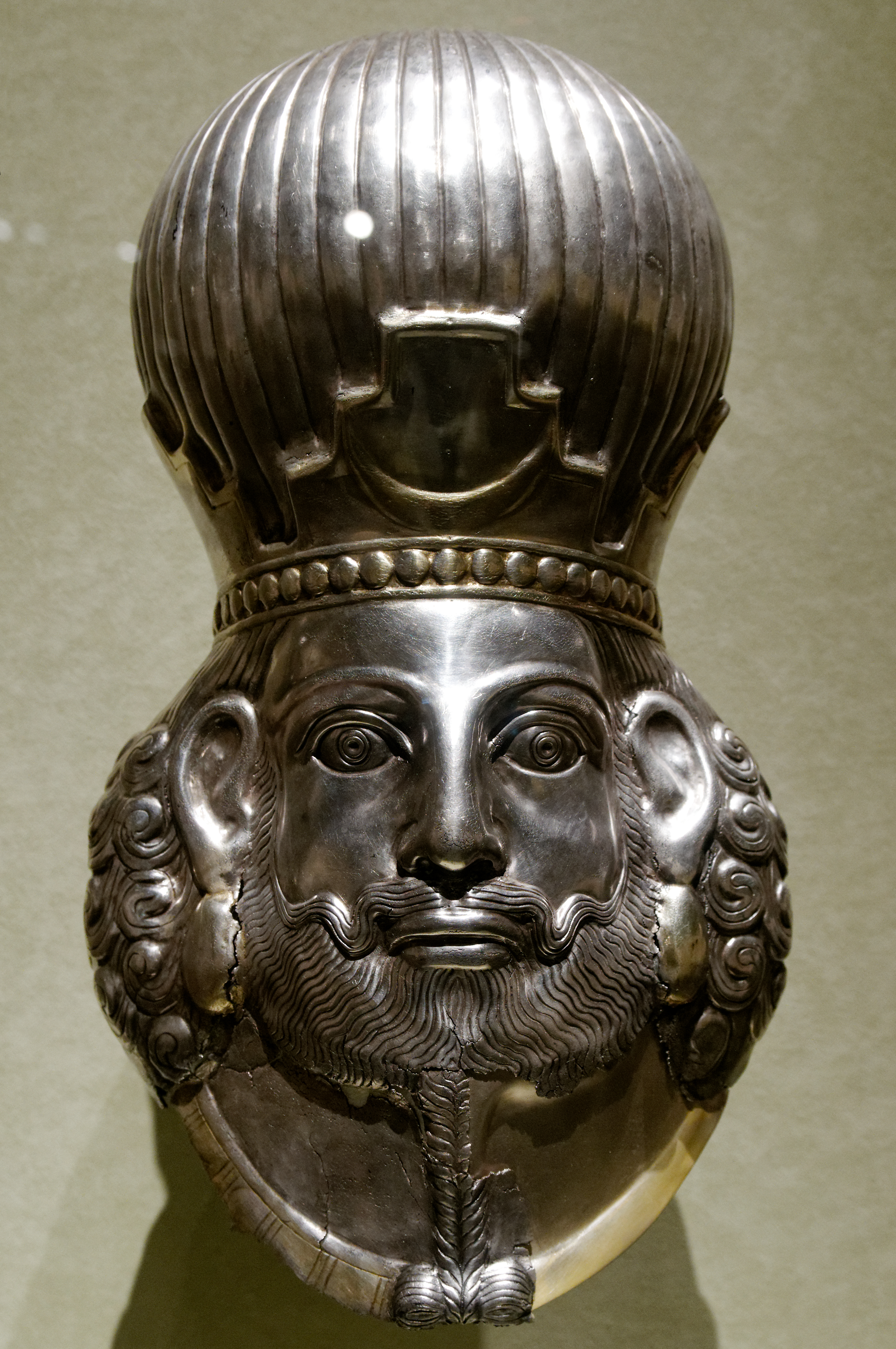
Бюст Шапура II (правил в 309—379 гг.)

В V веке цари местных династий Армении, Кавказской Албании и Иберии были заменены сасанидскими наместниками. Во 2-й половине V века произошли восстания в Закавказье, в 571—572 годах — в Армении. После появления маздакитского движения в конце V века в государстве произошли глубокие изменения в системе управления, социально-политической структуре и культуре.
Наибольшего расцвета империя достигла при Хосрове I Ануширване. При Хосрове I часть старой знати оказалась в непосредственной экономической зависимости от государства и царя, а также возросла роль бюрократического аппарата и чиновничества. С начала VI века происходили войны с Византией, которые проходили с переменным успехом. В 558—568 годах Тюркский каганат разгромил эфталитов, и территории ряда областей в Афганистане и Средней Азии вошли в состав государства Сасанидов. Около 570 года был завоёван Йемен. Около 589 года были разгромлены вторгшиеся в государство тюркюты. Длительная война с Византией привела к истощению материальных ресурсов государства. Это, а также резкое увеличение налогов, подорвало политическое и экономическое могущество государства Сасанидов. Происшедшая вследствие этого дестабилизация региона обеспечила последовавший в VII веке подъём и военный успех ислама.
Наибольшее (но кратковременное) расширение границ государства Сасанидов случилось в правление Хосрова II Парвиза (Абарвеза, Апарвеза, «Победоносного», правил в 591—628 годах) — внука Хосрова I Ануширвана и сына Ормизда IV. Тогда империя включала земли нынешних Ирана, Ирака, Азербайджана, Армении, Афганистана, восточную часть современной Турции и части нынешних Индии, Сирии, Пакистана; частично территория сасанидского государства захватывала Кавказ, Центральную Азию, Аравийский полуостров, Египет, земли нынешних Иордании и Израиля, расширив Сасанидский Иран почти до пределов державы Ахеменидов.
С 628 по 632 год сменилось около 10 шахиншахов. При Йездегерде III в середине VII века империя Сасанидов была уничтожена и поглощена Арабским халифатом.

## Образование государства Сасанидов
К III в. н. э. Иран представлял собою государство, лишь номинально объединённое под властью парфянской династии Аршакидов. Фактически оно представляло собой конфедерацию из многих разрозненных полусамостоятельных, а временами и независимых, княжеств и королевств, во главе которых стояли князья из местной крупной знати. Постоянные междоусобные войны и столкновения значительно ослабили Иран.
Военная мощь Римской империи и её активная экспансия на Восток вынудили парфян уступить ей ряд северных городов Месопотамии. Аршакиды подвергались нападениям в собственной столице, неоднократно захваченной римской армией.
Новое объединение Ирана началось из Парса. Провинция Парс, расположенная на юго-западе Ирана, где находились древние Пасаргады — родина Ахеменидов, — сыграла важную роль в истории Ирана. Парс, или Фарс, дал производные слова — перс, персидский, Персия, — усвоенные греками вместо названия «Иран».
Сасан — жрец, маг храма богини Анахиты, принадлежал к правящей («царской») династии Парса и занимал видное положение. Сын его Папак был правителем Истахра и имел титул шаха. В своей энциклопедии, Даххода упоминает, что Папак был по своему происхождению курдом. Внук Сасана и сын Папака Ардашир возвысился, имея поддержку жреческих кругов и части родовой знати. Постепенно расширяя свои владения за счёт соседних земель, он настолько усилился, что разбил и сверг самого видного из владетелей Парса. Ардашир вёл борьбу со своими братьями за единоличный захват власти. Из этой борьбы он вышел победителем. 

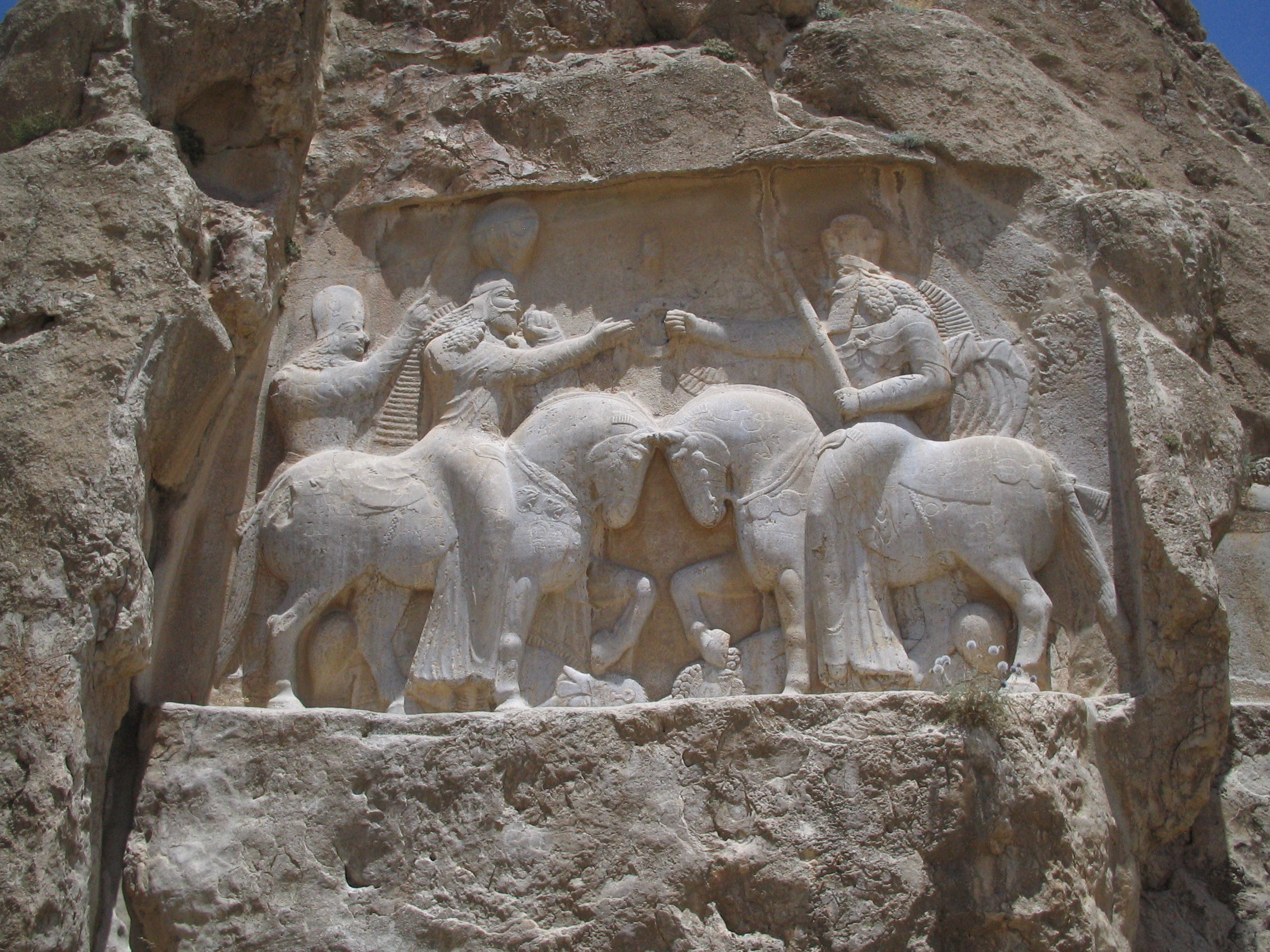
Инвеститура Ардашира Ахура-Маздой

Сасан, дед Ардашира, по существующим свидетельствам, был женат на Рам Бехешт из племени Базанжан. Последние, по свидетельству Истахри, прнадлежали к одному из пяти курдских племен Фарса.
Ардашир не только стал твёрдой ногой в Парсе, но присоединил области Исфахан и Керман и, наконец, вторгся в Хузестан, непосредственно граничащий с Месопотамией, и двинулся на север. Навстречу ему двинулось парфянское войско. {{{3}}} 224 г. на равнине Ормиздаган произошла решающая битва между последним царем парфянской династии Артабаном V и Ардаширом. Победу одержал Ардашир. Однако, чтобы стать во главе всего Ирана, Ардаширу пришлось силой покорить 80 местных удельных князей и захватить их области. Но Фарс (Парс) не стал играть роль центральной области государства, хотя здесь и были построены дворцы и остались великолепные наскальные рельефы. Столицами, в согласии с традицией Аршакидов, стали Селевкия и Ктесифон, «города» на Тигре. Здесь на западе страны были расположены наиболее плодородные области, находились много городов, а торговые дороги соединяли Иран с присредиземноморскими гаванями на западе, с Арменией, Кавказской Албанией, Иверией, Лазикой на севере, с побережьем Персидского залива и южной Аравией на юге и с Индией на востоке.

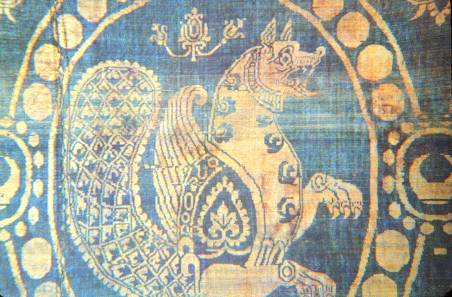
Сасанидская шёлковая ткань, VI—VII вв.

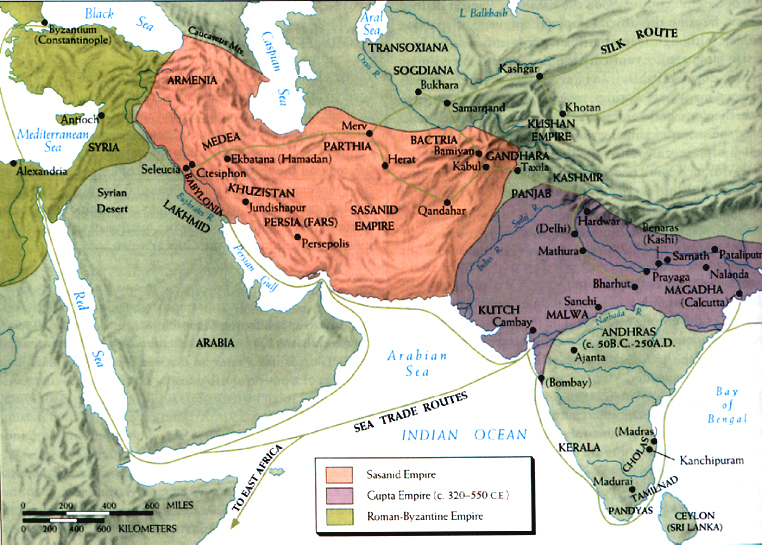
Морские торговые пути Сасанидов

В 226 г. Ардашир был торжественно коронован и принял титул царя царей — шаханшаха. Он последовательно продолжал свои завоевания: подчинил Мидию с городом Хамаданом, области Сакастан и Хорасан. Путём настойчивой борьбы была захвачена Атропатена и значительная часть Армении. Есть сведения, что ему были подчинены Маргиана (Мервский оазис), Систан и Мекран. Таким образом, граница его государства доходила до низовий Аму-Дарьи, где находились области Хорезма. На востоке пределом была долина реки Кабула, так что часть кушанских областей находилась в составе Ирана. Это дало повод правителям Хорасана, обычно старшим царевичам сасанидского рода, к прочим титулам добавлять «царь кушан».

## Армия Сасанидов

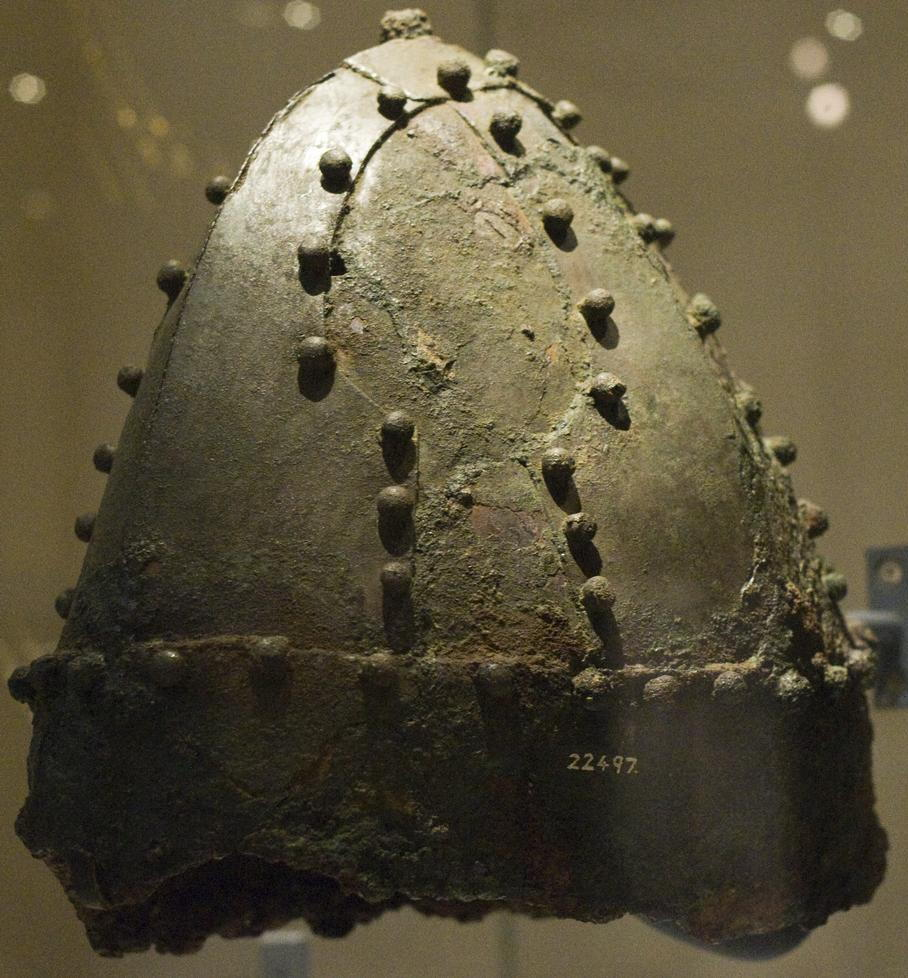
Шлем армии Сасанидов

История армии Сасанидов делится на два периода, дореформенные от Ардашира I-го до Хосрова Ануширвана, и послереформенные от правления Хосрова Ануширвана до падения династии.

## Общественный строй сасанидской Персии

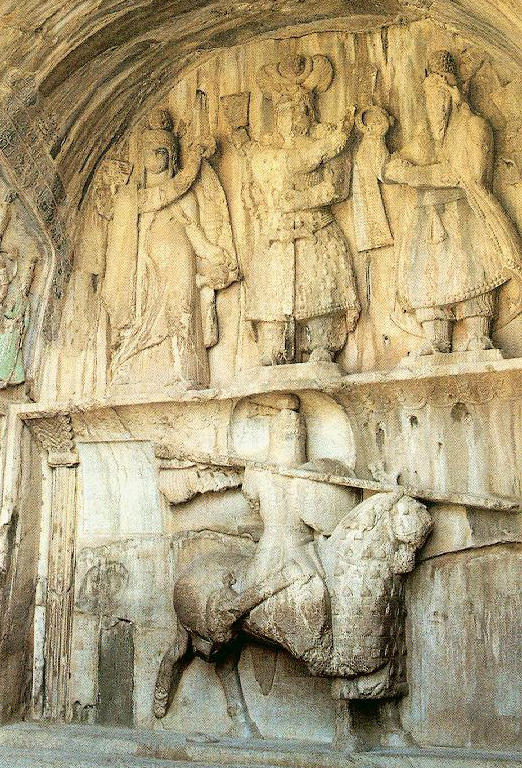
Персидский всадник (Так-е Бостан)

Во главе государства стоял шаханшах, который принадлежал к царствующей династии Сасанидов. Престолонаследие не имело ещё строгих законов, поэтому шах стремился назначить своего наследника при жизни, но и это не спасло от больших затруднений при наследовании. Престол шаханшаха должен и мог быть занят лишь представителем рода Сасанидов. Иначе говоря, род Сасанидов считался царским. Знать и жрецы всячески пытались сместить с престола царей. Особенно большая роль в решении подобных вопросов отводилась мобедан мобеду, то есть верховному жрецу. Его положение и его власть соперничали с властью шаха, поэтому наиболее сильные и энергичные цари старались ослабить положение жречества и власть мобедов.
Наиболее высокое положение в государстве занимали шахрдары — самостоятельные правители областей, цари, находившиеся в подчинении у Сасанидов. Правители провинции с V в. назывались марзпанами. Четыре великих марзпана носили титул шаха.
Следующий ранг после шахрдаров занимали виспухры. Это были семь древнейших иранских родов с наследственными правами, имевшие большой вес в государстве. Самые важные военные и государственные должности были наследственны в этих родах.
К знати, имевшей обширную земельную собственность, из которой вербовались высшие чины административного и военного управления, принадлежали вузурги (визурги). Источники упоминают о них как о «знатных», «великих», «именитых», «больших». Они, несомненно, играли значительную роль в управлении государством.

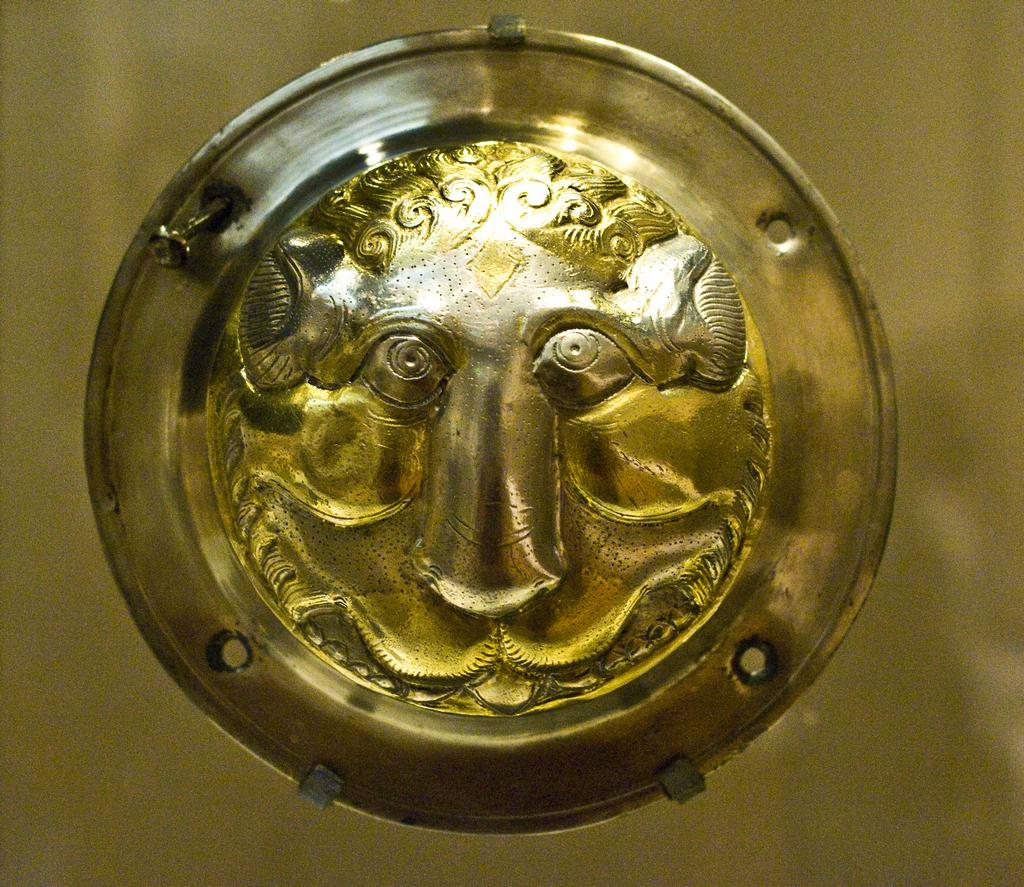
Серебряный умбон сасанидского щита, изображающий льва

Наиболее многочисленной группой были средние и мелкие землевладельцы — азаты, то есть «свободные». Азаты были военнообязанными, составляя в военное время ядро сасанидской армии, её прославленную конницу.
Все перечисленные группы принадлежали к эксплуатирующему классу общества. Эксплуатируемый класс (податное сословие) составляли крестьяне и городские ремесленники. К податному сословию были причислены и торговцы.
Источники не упоминают о барщине. Это указывает на то, что землевладелец или не имел своей запашки, или имел, но минимальную. Мало сведений и о том, как была организована жизнь крестьян, но можно указать, что были группы крестьянства, пользовавшиеся землёй на арендных условиях. Земля эта имела собственников, у которых они её получали для обработки. В других случаях следует предположить существование свободных крестьянских общин (кадак). В известных размерах применялся труд рабов.

Делами ремесленников и торговцев, так же, как и делами крестьян, ведал вастриошансалар. Сбор налогов был главнейшей задачей этого должностного лица, которое назначалось шахом из представителей знатных родов. В отдельных областях и провинциях Ирана сбор податей осуществлялся амаркарами, которые были подчинены вастриошансалару. Так как эти должности считались почетными и, выгодными, их занимали крупные землевладельцы. 

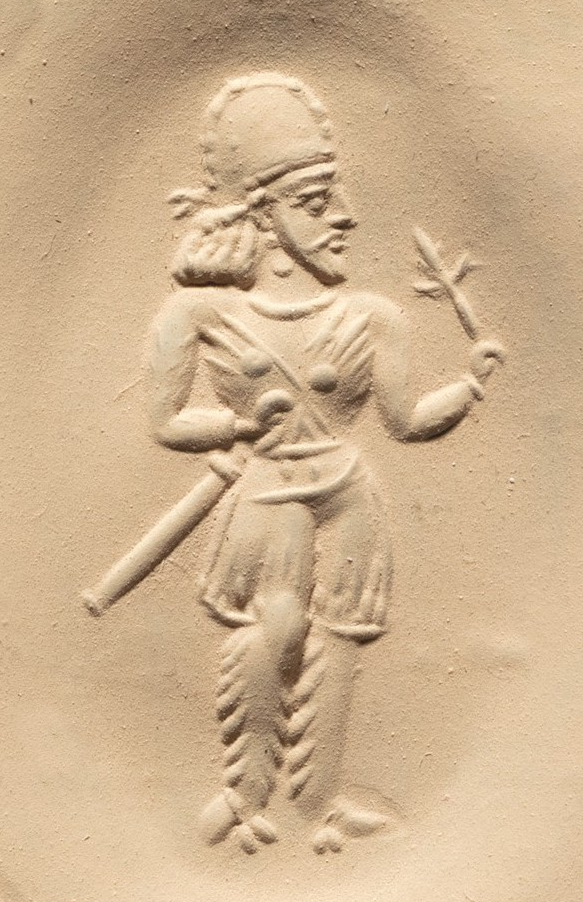
Печать сасанидского вельможи, держащего цветок, ок. III — начало IV в. н. э.

Некоторые источники утверждают, что при Арташире I было установлено деление на четыре сословия:
- Жречество (асраван) включало ряд различных рангов, из которых наивысший занимали мобеды, затем следовали жрецы-судьи (дадхвар) и другие. Наиболее многочисленны были маги, занимавшие самое низкое место среди жрецов.
- Военное сословие (артештаран) было представлено конными и пешими воинами. Всадники вербовались из привилегированной части общества; военачальниками были представители знатных родов.
- Сословие писцов (дибхеран) составляли главным образом чиновники государства. Но к ним примыкали и в их число включались люди разнообразных профессий: всякого рода секретари, составители дипломатических документов, писем, биографы, врачи, астрологи, поэты.
- Что касается четвёртого сословия — народа, то его составляло крестьянство (вастриошан) и ремесленники (хутухшан). В это сословие включались также купцы, торговцы, ремесленники, сами сбывавшие свой товар, и другие.

В пределах каждого сословия было множество градаций и имущественных различий, в экономическом отношении эти группы не составляли и не могли составлять экономического единства. Фактически рамки сословий, существовавшие в сасанидское время, не делали их кастами, а допускали относительную свободу перехода из одного сословия в другое. 

## Контакты с Китаем

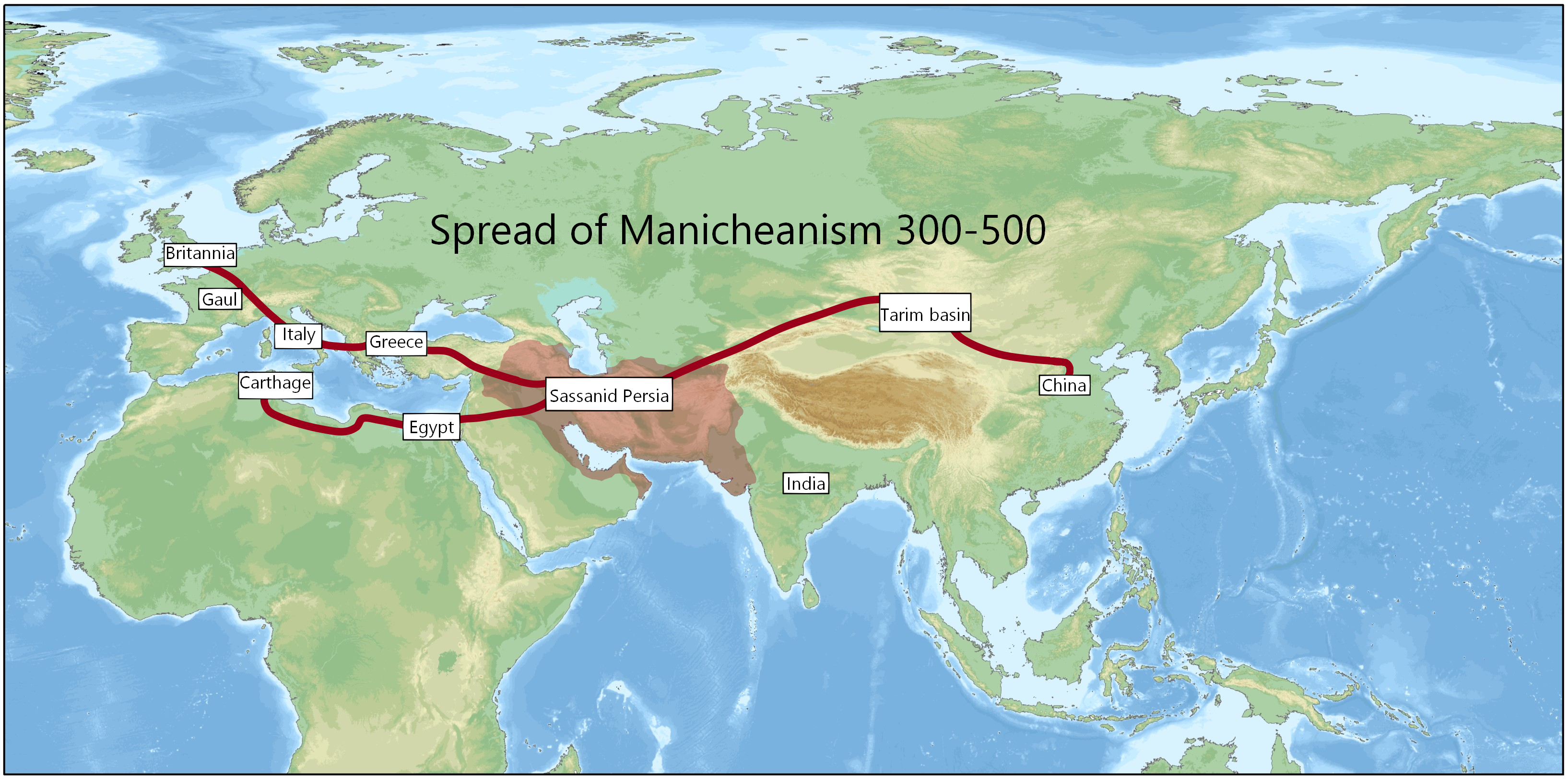
Распространение манихейства (300—500 гг.)

В китайских хрониках времён Бэй Вэй осталось описание государства Босы (波斯國), которое может быть соотнесено с Сасанидским Ираном. Столицей был город Сули (宿利城) — 10 ли в окружности, более 100 000 семейств населения, город разделён текущей с севера на юг рекой (Ктесифон). Земли ровные. Продают: золото, серебро, кораллы, янтарь, тридакна, агат, крупный жемчуг, горный хрусталь (? 頗梨), стекло, кристаллы, сесе (? 瑟瑟 зелёный камень — бирюза), алмазы, самоцветы, булатная сталь (鑌鐵), медь, олово, киноварь, ртуть, узорчатый шёлк (綾), парча, ковры, шерстяные ткани, выделанная кожа кабарги, благовония, куркума длинная, ликвидамбар восточный, Aucuba japonica, перец чёрный, перец кубеба, кристаллический сахар, зизифус настоящий, сыть круглая, Terminalia chebula, ушичжи (無食子 плоды тамариска для медицины), зелёная соль, аурипигмент и другие вещи.
Жители запасают лёд в своих домах. Жители делают ирригационные каналы. Рис и просо не сеют. Разводят породистых лошадей, больших ослов и верблюдов, которые пробегают до 700 ли. У богатых несколько тысяч голов скота. Там есть львы и белые слоны. Есть большая нелетающая птица, её яйца привозят в Китай как диковинку.
Правитель носит фамилию Бо, а личное имя Сы. Он восседает на золотом троне в форме барана. Носит золотую корону и парчовый халат с мантией без рукавов, расшитый камнями и жемчугом. Кроме основной резиденции есть ещё около 10 временных, наподобие летнего дворца. В четвёртом месяце он начинает объезжать резиденции, а в 10-м возвращается в столицу. Наследник определяется завещанием правителя, которое он делает по вступлении на престол. По смерти конверт вскрывают и в присутствии всех сыновей и вельмож оглашают имя нового царя. Остальные сыновья становятся губернаторами и немедленно разъезжаются по своим провинциям, чтобы больше никогда не увидеться. Подданные называют правителя илизань (醫栎贊), его супругу фанбу (防步), а сыновей шае (殺野).
Судом занимается чиновник «мохутань» (摸胡壇), «нихухань» (泥忽汗) ведает складами и таможней, «цзиньди» ведает канцелярией, «элохэди»(遏羅訶地) ведает дворцом, «сюэбобо» (薛波勃) возглавляет войско. Это высшие чиновники, им подчиняются нижестоящие.
Мужчины стригут волосы и носят шапки с белым мехом, рубаху без разреза и накидку. У женщин лёгкие халаты, накидки, волосы связывают на лбу в пучок, а сзади спускают их по плечам. В волосы вплетают цветы и украшения. Разрешают жениться на собственных сёстрах. Браки между сословиями дозволены. Красивых девочек по достижении 10 лет царь забирает во дворец, потом их дарят отличившимся на службе. Вообще нечестивы (с точки зрения китайцев VI века).
На вооружении латы, широкие копья, круглые щиты, прямые мечи, арбалеты, луки. Есть боевые слоны, к каждому слону приписано сто пехотинцев.
Преступников растягивают на жердях и убивают из луков. Менее тяжких сажают в темницу и отпускают при смене царя, кроме воров и разбойников. Иным отрезают носы или ноги, бреют голову, бороду или половину или вешают табличку на шею для стыда. Если кто будет прелюбодействовать с женой знатного, то мужчину сошлют, а женщине отрежут уши и нос.
Поземельный налог вносят серебром.
Верят в бога Неба и бога Огня. Имеют свою систему письма. Новый год (навруз) в седьмом лунном месяце. Отмечают 7-й день 7-й луны и 1-й день 12-й луны, тогда зовут гостей и веселятся с музыкой. Во второй день 1-й луны приносят дары предкам.
Мертвецов бросают в горах и месяц соблюдают траур. Могильщики (вернее, трупоносы) живут за городом и с ними не общаются, на рынке они оповещают о своём приближении бубенцами.

## Правители

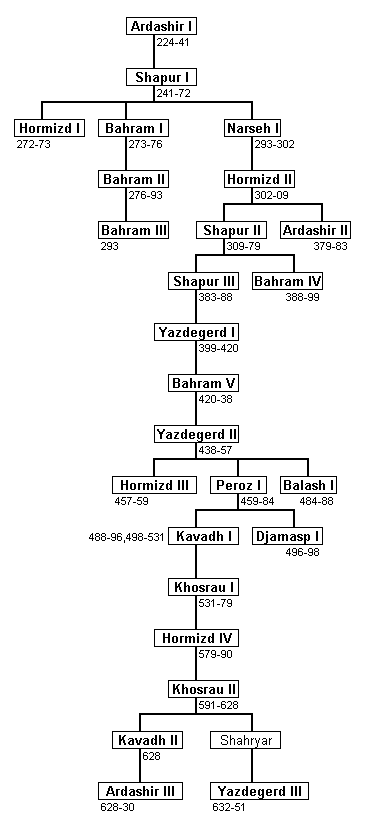
Генеалогическое древо Сасанидской династии

- Сасан, хватав Анахит

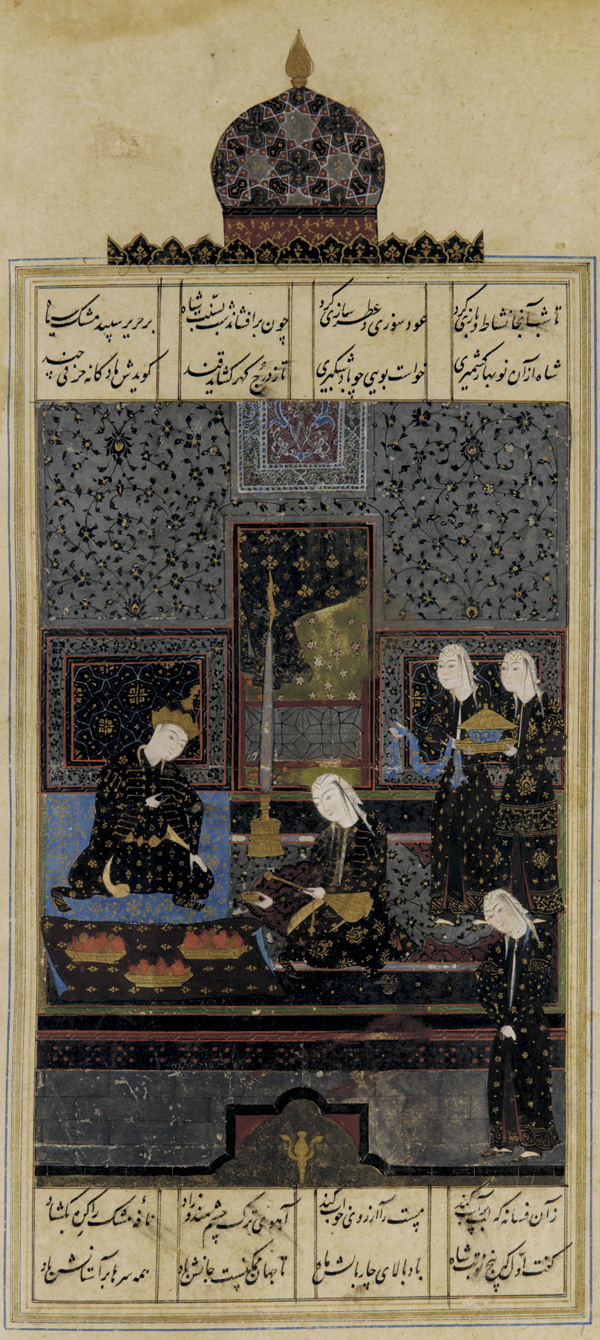
Бахрам V в гостях у индийской принцессы. Миниатюра XVI века по произведению «Семь красавиц».

- Папак, сын Сасана, хватав Анахит ?—209, шах Истахра 209—220
- Шапур, сын Папака, шах Истахра 209—220
- Арташир I Папакан, сын Папака, шах Истахра 220—224, великий шахиншах Ирана 224—239
- Пероз I, сын Арташира I Папакана, великий шаханшах Ирана 239
- Шапур I, сын Арташира I Папакана, великий шаханшах Ирана 239—260, великий шахиншах Ирана и не-Ирана 260—274
- Ормизд I Арташир, сын Шапура I, великий шах Армении (Vazurg Šāh Arminān[12]) 260—274, великий шахиншах Ирана и не-Ирана 274
- Хвармиздак, сын Ормизда I Арташира, великий шах Армении 274
- Шапур, сын Шапура I, шах Мешана ?—272
- Хвармизд, сын Шапура, шах Индии, Сакастана и Тохаристана 276—291
- Бахрам I, сын Шапура I, шах Гиляна 260—262, шах Кермана 262—274, великий шахиншах Ирана и не-Ирана 274—276
- Бахрам II, сын Бахрама I, шах Индии, Сакастана и Тохаристана 274—276, великий шахиншах Ирана и не-Ирана 276—293
- Бахрам III, сын Бахрама II, шах Индии, Сакастана и Тохаристана 291—293, великий шахиншах Ирана и не-Ирана 293
- Атурфарнбаг, шах Мешана 282—293
- Нарсе, сын Шапура I, шах Индии, Сакастана и Тохаристана 260—274, великий шах Армении 274—293, великий шахиншах Ирана и не-Ирана 293—302
- Ормизд II, сын Нарсеха, шах Индии, Сакастана и Тохаристана 293—302, великий шахиншах Ирана и не-Ирана 302—309
- Шапур II, сын Хвармизда II, шах Индии, Сакастана и Тохаристана 302—309, великий шахиншах Ирана и не-Ирана 309—379
- Арташир II, сын Шапура II, великий шах Кушан 330—379, великий шахиншах Ирана и не-Ирана 379—383
- Шапур III, сын Шапура II, великий шахиншах Ирана и не-Ирана 383—388
- Бахрам IV, сын Шапура II, великий шах Кушан 379—388, великий шахиншах Ирана и не-Ирана 388—399
- Бахрам, сын Бахрама IV, великий шах Кушан 388—421
- Йездигерд I, сын Шапура III, великий шахиншах Ирана и не-Ирана 399—421
- Бахрам V, сын Йездигерда I, великий шахиншах Ирана и не-Ирана 421—439
- Йездигерд II, сын Бахрама V, великий шахиншах Ирана и не-Ирана 439—457
- Ормизд III, сын Йездигерда II, великий шах Кушан 421—457, великий шахиншах Ирана и не-Ирана 457—459
- Пероз, сын Йездигерда II, великий шах Кушан 457—459, великий шахиншах Ирана и не-Ирана 459—484
- Балаш, сын Йездигерда II, великий шахиншах Ирана и не-Ирана 484—488
- Вачаган II, сын Йездигерда II, шах Албании 487—510
- Кавад I, сын Пероза II, великий шахиншах Ирана и не-Ирана 488—496, 498—531
- Замасп, сын Пероза II, великий шах Армении ?—496, великий шахиншах Ирана и не-Ирана 496—498
- Нарсех, сын Замаспа, великий шах Армении 496—?
- Сурхаб, сын Замаспа, шах Албании 496—?
- Хосров I, сын Кавада I, великий шахиншах Ирана и не-Ирана 531—579
- Ормизд IV, сын Хосрова I, великий шахиншах Ирана и не-Ирана 579—590
- Бахрам Чубин (не Сасанид), тронное имя Бахрам VI, шахиншах Ирана и не-Ирана 590—591.
- Бистам, сын Хосрова I, шах Адурбадагана 590—596
- Хосров II, сын Ормизда IV, великий шахиншах Ирана и не-Ирана 590—628
- Кавад II, сын Хосрова II, великий шахиншах Ирана и не-Ирана 628
- Арташир III, сын Кавада II, великий шахиншах Ирана и не-Ирана 628—629
- Фаррухан Шахрвараз (не Сасанид), полководец Хосрова II, шахиншах 629
- Борандохт, дочь Хосрова II, великая царица цариц Ирана и не-Ирана 629—630
- Азармедохт, дочь Хосрова II, великая царица цариц Ирана и не-Ирана 630—631
- Фаррухзад Хосров, великий шахиншах Ирана и не-Ирана 631—632
- Йездигерд III, сын Шахрийара, сына Хосрова II, великий шахиншах Ирана и не-Ирана 632—651

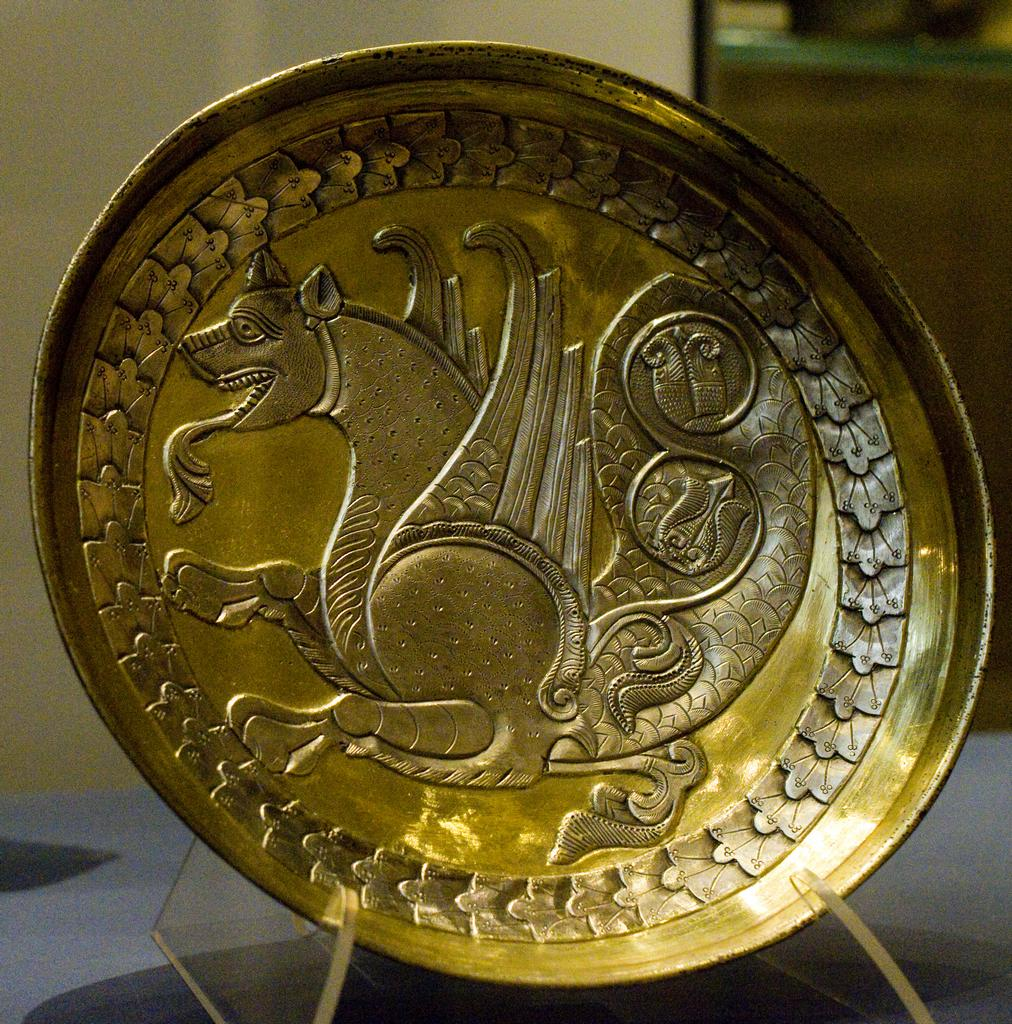
Сасанидское серебряное блюдо с изображением симурга, который служил царским геральдическим символом
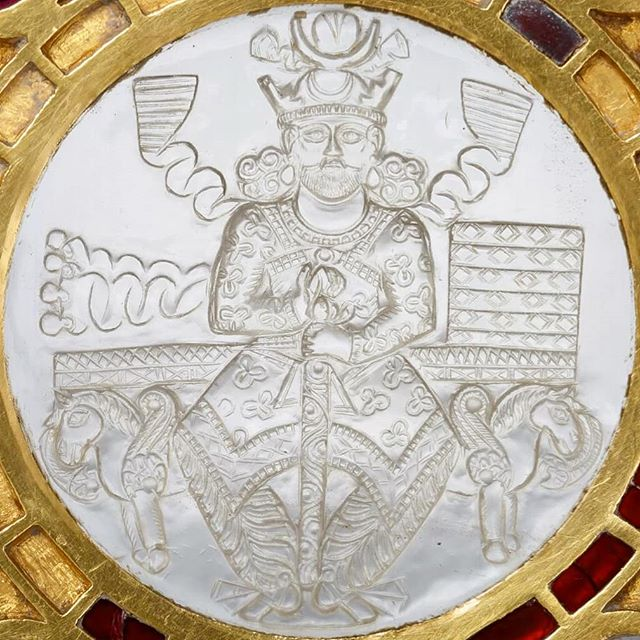
Блюдо с изображением Хосрова I.
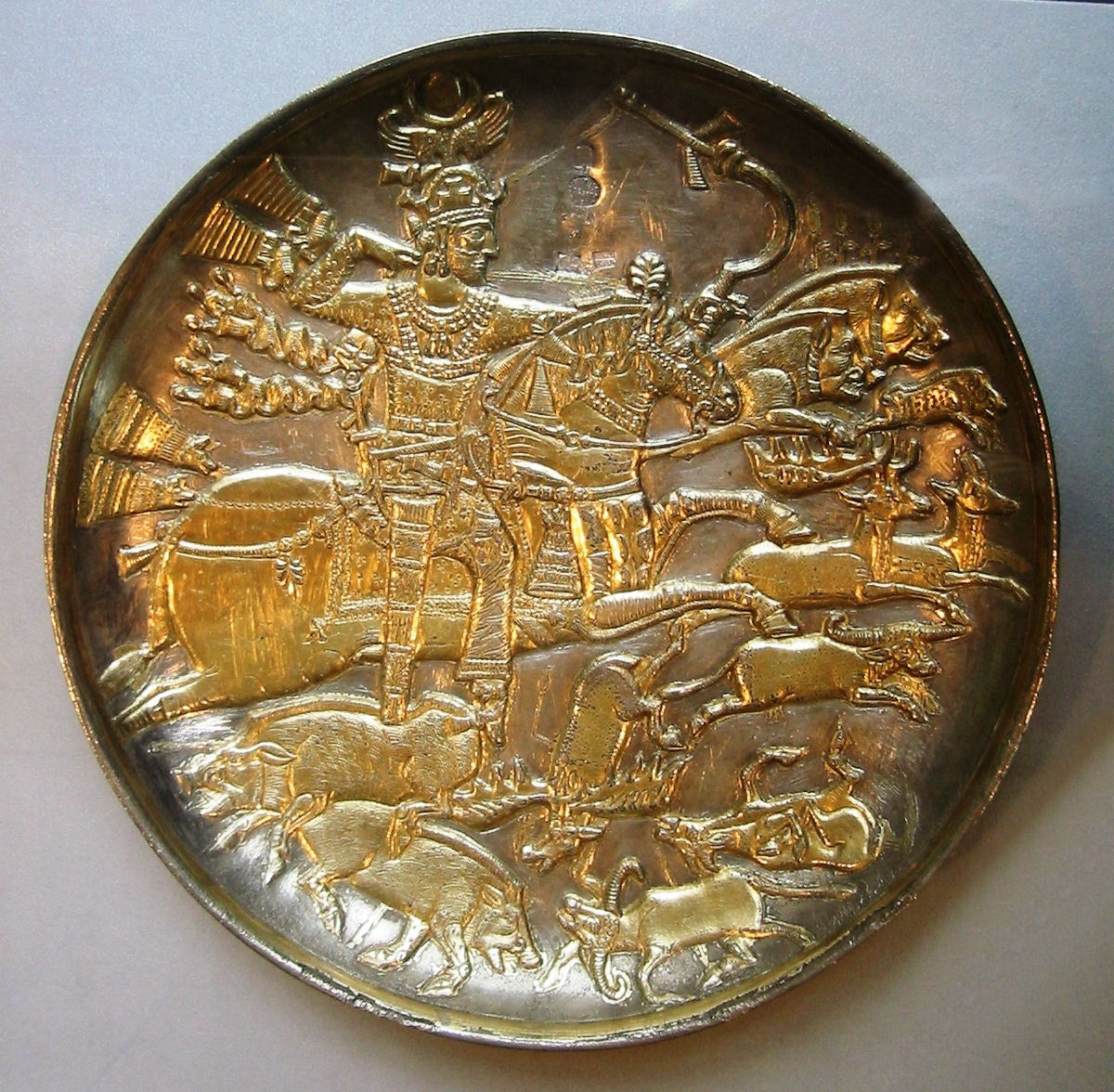
Сцена охоты Хосрова I
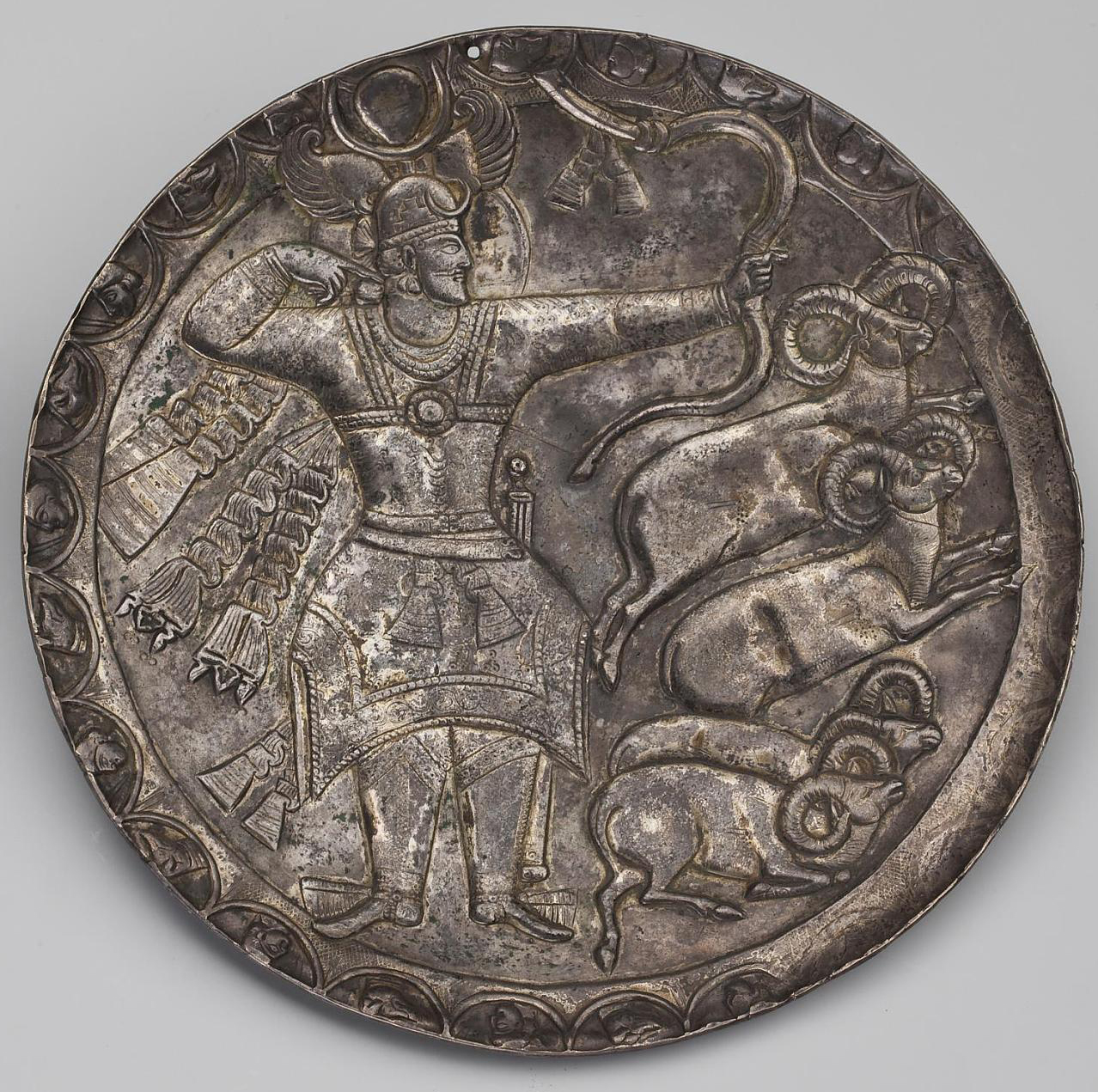
Блюдо с изображением охоты Пероза на архара
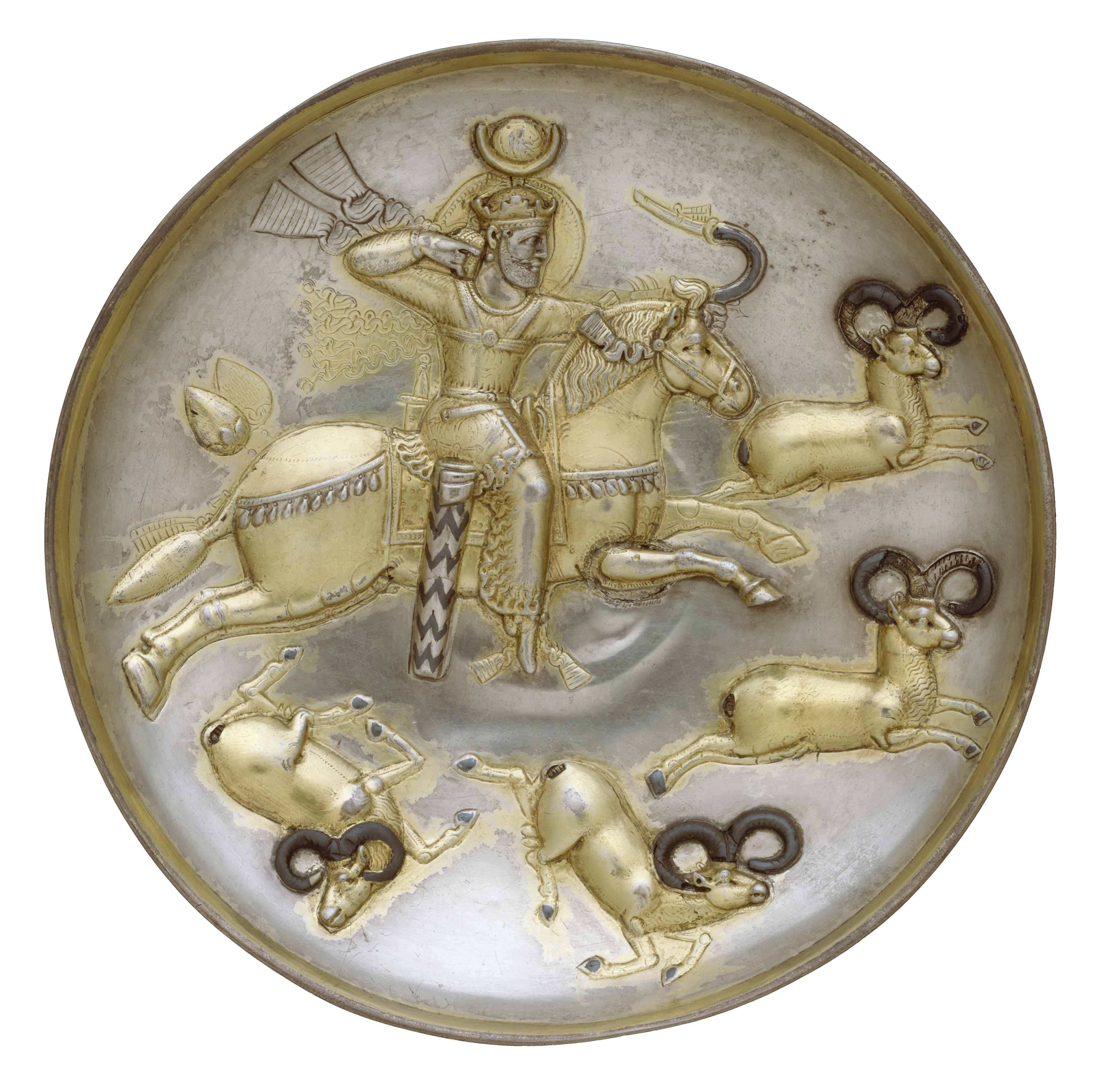
Блюдо с изображением охоты сасанидского царя на барана